# Lampa PAR

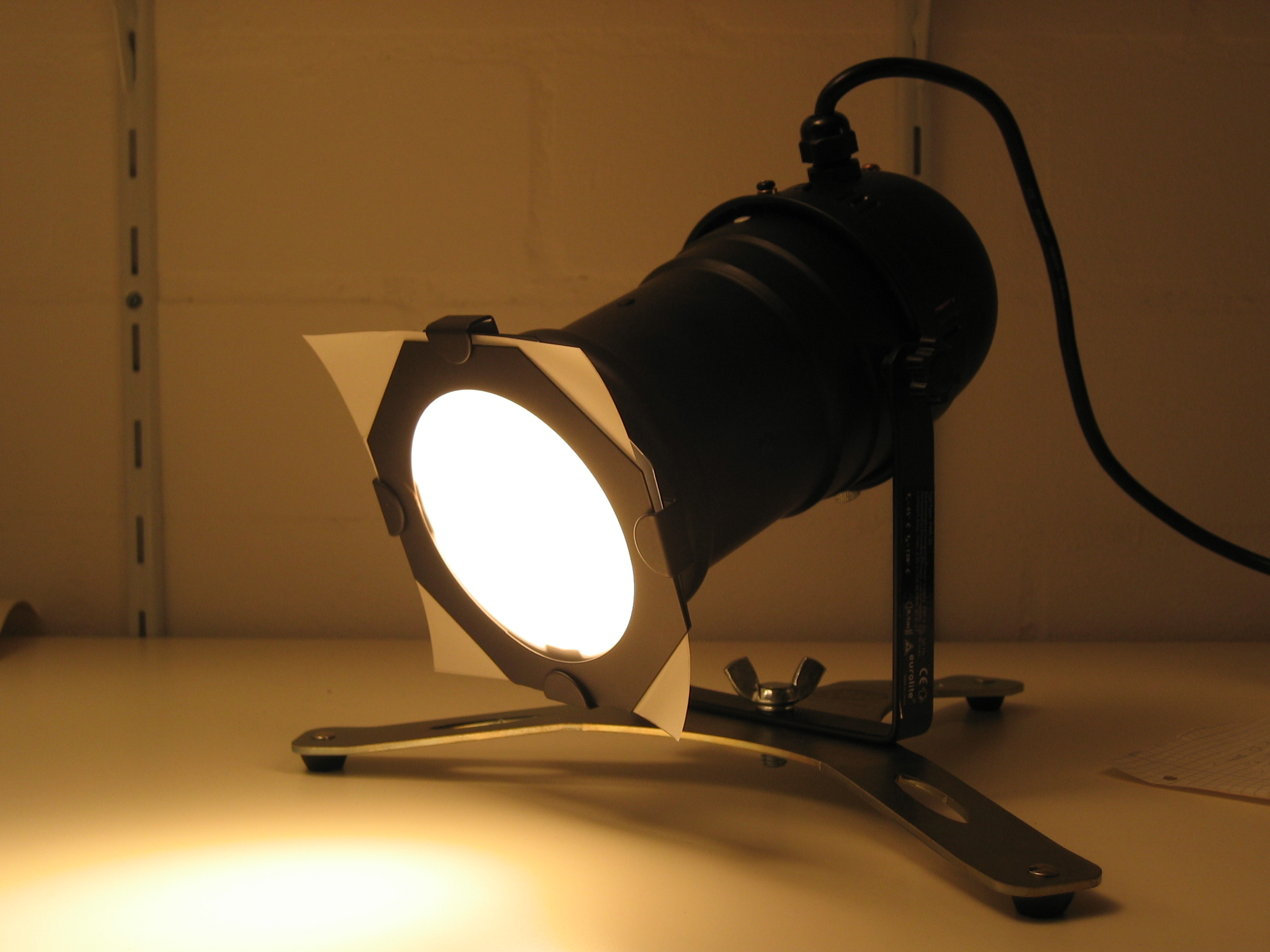
Lampa PAR z filtrem frost na statywie podłogowym

Lampa PAR (od ang. parabolic aluminized reflector) – podstawowy element oświetlenia scenicznego. Lampy typu PAR wywodzą się z lamp motoryzacyjnych, opracowanych i wprowadzonych do produkcji w latach pięćdziesiątych XX wieku. Zaletami tych lamp są precyzyjnie ukształtowana wiązka światła oraz odporność na szok termiczny i udary mechaniczne.

## Konstrukcja

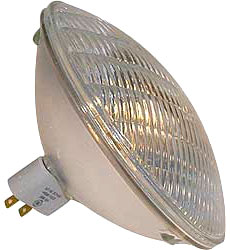
Żarówka PAR

Część odbłyśnikowa lamp PAR jest parabolicznym reflektorem o geometrii osiowej, pokrytym warstwą aluminium o wysokim współczynniku odbicia i dużej stabilności, co pozwala na precyzyjne ukształtowanie dalekosiężnej wiązki światła. W przypadku lamp samochodowych, kopuła lampy w wielu przypadkach posiada elementy soczewek Fresnela w celu specjalnego ukształtowania wiązki światła.
Lampy PAR wykonywane są grubego szkła borowo-silikatowego. Część odbłyśnikowa i kopuła lampy wytwarzane są metodą prasowania szkła w precyzyjnych formach metalowych, tak aby ich kształty były wysoce powtarzalne. Po nałożeniu lustra aluminiowego oraz zamontowaniu żarnika obie części są ze sobą stapiane.
Zastosowanie w lampach PAR grubego, prasowanego szkła wymagało zastosowania specjalnego próżniowego przepustu elektrycznego, tzw. złącza Houskeepera (ang. Houskeeper seal). Tego typu przepust pozwala na przepływ bardzo wysokich prądów, potrzebnych do zasilania żarnika wolframowego i jest bardzo wytrzymały mechanicznie. Dla podniesienia pewności podłączenia przewodów zasilających, wiele typów lamp PAR wyposażonych jest w połączenia elektryczne kabli zasilających mocowane bezpośrednio przy pomocy wkrętów.

### Rozmiar
Średnice lamp PAR dostosowano do wymagań przemysłu motoryzacyjnego. Rozmiar lampy określa liczba w oznaczeniu – dla przykładu PAR36 ma średnicę 36 × 1/8", a PAR64 – 64 × 1/8".
| Oznaczenie | Średnica | Średnica  |
| Oznaczenie | cale     | milimetry |
| ---------- | -------- | --------- |
| PAR16      | 2        | 50        |
| PAR20      | 2,5      | 65        |
| PAR30      | 3,75     | 95        |
| PAR36      | 4,5      | 115       |
| PAR38      | 4,75     | 120       |
| PAR46      | 5,75     | 145       |
| PAR56      | 7        | 175       |
| PAR64      | 8        | 200       |

### Szerokość wiązki światła
Oprawy dla lamp PAR nie wymagają układu optycznego. Wiele z lamp PAR ma rozwinięty typoszereg kątów wiązki światła:
- VNSP (very narrow spot) oraz NSP (narrow spot) – lampy o wąskim kącie wiązki światła, poniżej 10 stopni
- SP (spot) – lampy z wiązką o szerokości 10 stopni
- MFL (medium flood) i FL (flood) – lampy z kątem wiązki 24 stopnie
- WFL (wide flood) – lampy mające kąt wiązki wynoszący 38 stopni.

W związku z tym dysponując niewielką grupą opraw można uzyskać różne kąty wiązki emitowanego światła, wymieniając tylko lampy.

### Lampy PAR halogenowe
Pojawienie się żarówek halogenowych miało znaczący wpływ na modyfikację lamp PAR, zwłaszcza lamp dużej mocy zasilanych napięciem sieciowym. Żarnik lampy został zastąpiony przez żarówkę halogenową o ekwiwalentnej mocy, umieszczoną we wnętrzu grubościennej bańki lampy odpowiednio do ogniska reflektora parabolicznego. Pozwoliło to na znaczne polepszenie parametrów świetlnych lamp. Wzrosła również ich niezawodność przy wymaganej temperaturze barwowej światła - co jest istotnym parametrem dla lamp klasy CP, od których wymagana jest stabilna temperatura barwowa wynosząca 3200 K. Najczęściej stosowane lampy PAR 64 klasy CP to CP60, CP61 i CP62. Mają one moc 1000 watów i są zasilane napięciem sieciowym.

### Lampy Super PAR
Firma GE Lighting, wprowadziła na rynek unowocześnioną wersję lamp PAR 64 pod nazwą Super PAR. Lampy GE Super PAR charakteryzują się znacznie większą intensywnością wiązki światła oraz stabilniejszą temperaturą barwową. Lampy Super PAR wyposażone są również w bezpiecznik wewnętrzny, zabezpieczający układ zasilania przed przeciążeniem w przypadku awarii lampy.

### Lampy PAR metalohalogenkowe
Rodzina lamp PAR 64 rozszerzona została o lampy, w których źródłem światła są jarzniki lamp wyładowczych metalohalogenkowych. Wynikało to z zapotrzebowania na wyższą temperaturę barwową światła niż 3200K. W wyniku zastosowania jako źródła światła jarzników lamp metalohalogenkowych krótkołukowych, skonstruowano lampy PAR 64 CSI o temperaturze barwowej 4000K oraz lampy PAR CID o temperaturze barwowej 5500K. W przypadku obu typów lamp zasilanie wymaga specjalnego układu z impulsem zapłonowym i ograniczeniem prądu, tak jak dla wszystkich lamp wyładowczych.

## Zastosowanie

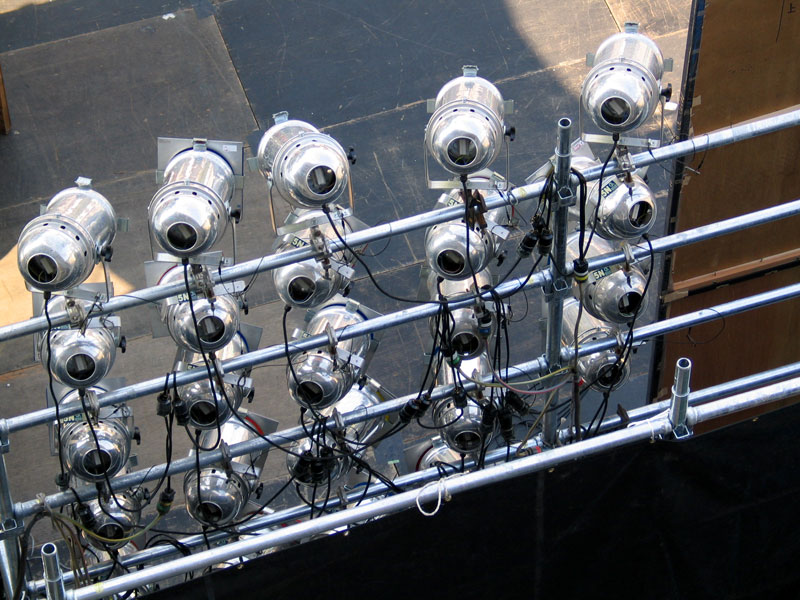
Zestaw 25 lamp PAR zawieszonych na kratownicy

Lampy PAR są stosowane od oświetlania planów filmowych, scenicznych a zwłaszcza estradowych. Ich zaletami są:
- prostota opraw do tych lamp (ang. PAR cans – stąd często używane określenie "parkany")
- wygoda mocowania
- prosty układ regulacji natężęnia światła
- wysoka niezawodność

Najpowszechniej używanymi w oświetleniu estradowym lampami PAR są PARy 36 4515 – lampa adaptowana z przemysłu motoryzacyjnego o mocy 30 , pracująca z napięciem zasilania 6,4 V. Lampy PAR 36 mają obecnie rozwinięty typoszereg mocy od 25W do 650W i różnych napięciach zasilania. W dalszej kolejności stosowane są lampy PAR 46, PAR 56 oraz PAR 64. Często są również stosowane lampy o mniejszych średnicach, jak PAR 20 oraz PAR 30, opracowane dla oświetlenia ogólnego wnętrz. Dla potrzeb uzyskania efektów oświetlania światłem kolorowym, zwłaszcza we wnętrzach dyskotekowych, opracowano lampy PAR 38 z barwną powłoką kopuły lampy i standardowym trzonkiem E27.

## Trwałość
Mimo że lampy PAR wykonane są ze szkła boro-silikatowego, które jest zasadniczo odporne na szok termiczny, należy unikać ich wystawiania na bezpośrednie działanie kropel wody. W czasie świecenia tych lamp występują duże naprężenia w szkle, które po gwałtownym schłodzeniu w miejscu zetknięcia z kroplą mogą być przyczyną pęknięć obwiedniowych.
W przypadku lamp PAR halogenowych, po pęknięciu kopuły lub części reflektorowej lampy żarówka halogenowa umieszczona wewnątrz najczęściej nadal świeci. Ciśnienie gazu we wnętrzu takiej żarówki jest podczas pracy wyższe od ciśnienia atmosferycznego, więc żarówka halogenowa pozbawiona osłony zewnętrznej może niespodziewanie eksplodować. W związku z tym dla tego typu lamp często stosuje się oprawy z siatką ochronną.
Czynnikiem mającym zdecydowany wpływ na trwałość lamp PAR jest napięcie zasilające lampę. W eksploatacji praktycznej warunki zasilania lamp najczęściej odbiegają od laboratoryjnych, a lampy narażone są dodatkowo na wstrząsy i urazy mechaniczne jak np. zadrapania szkła. Należy zatem przyjąć, iż trwałość eksploatacyjna lamp PAR będzie niższa od trwałości podawanej w katalogu i nie przekroczy 70% wartości trwałości znamionowej.

## Zasilanie
Rezystancja skrętki żarnika lampy PAR w normalnej temperaturze (na zimno) jest około 17 razy mniejsza niż w stanie pracy (na gorąco). Teoretycznie zatem prąd rozruchowy może osiągać wartość 17-krotnie większa niż prąd znamionowy, by następnie wraz ze wzrostem temperatury żarnika zmniejszyć się do wartości znamionowej. W przypadku lamp dużej mocy, gdzie masa skrętki wolframowej jest stosunkowo duża, zjawisko to może trwać nawet 2 sekundy. W praktyce jednak przy zasilaniu prądem przemiennym prąd rozruchowy jest mniejszy, gdyż załączenie lampy rzadko wypada w czasie maksimum sinusoidalnego przebiegu prądu zasilania, a ponadto układ zasilania ma pewną impedancję, porównywalną z opornością zimnej skrętki. W praktyce więc maksymalny prąd rozruchowy wynosi Uz/Z, gdzie Uz jest napięciem zasilania, Z jest sumą rezystancji skrętki na zimno oraz impedancji układu zasilającego. Impedancja typowego układu zasilającego wynosi około 0,3 Ω i w takich warunkach zasilania przeprowadzane są laboratoryjne badania trwałości lamp.
Maksymalny prąd rozruchowy lampy jest wyznacznikiem wymaganych wartości prądu dla bezpieczników w obwodzie zasilania lamp. W każdym wypadku zasilania lamp PAR należy układ zasilający wyposażyć w odpowiednie bezpieczniki szybkiego działania.